# Morro do Bumba

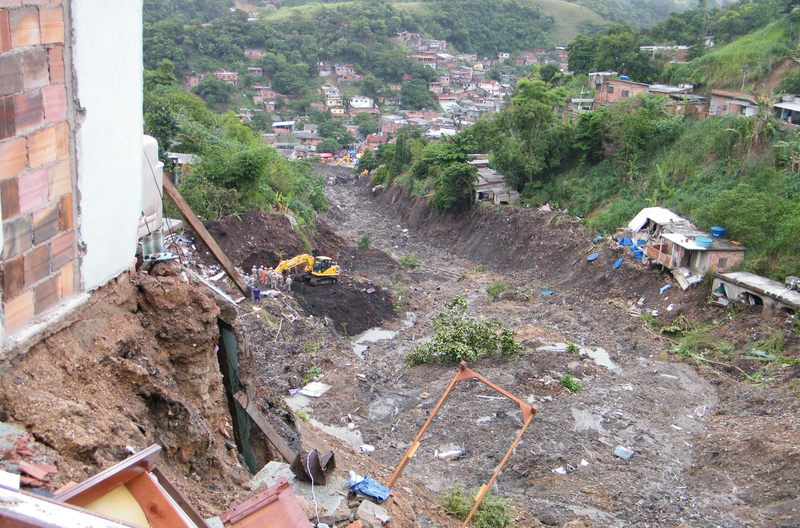
Deslizamento no morro do Bumba, 2010.

Morro do Bumba é uma favela situada no bairro de Viçoso Jardim, em Niterói, RJ.
Ficou conhecido em todo o Brasil pela tragédia ocorrida em 2010, quando num deslizamento de terra, 267 pessoas morreram - sendo 48 os corpos encontrados - e  muitas ficaram desabrigadas.
Esse desastre foi um movimento de massa, mais precisamente um deslizamento de lixo, que iniciou-se devido a combinação de despejo de entulhos de obras no topo do morro e uma chuva muito intensa.
A região era um antigo "lixão" que foi desativado e posteriormente recoberto de solo e urbanizado. O poder público ofertou na área energia elétrica, água e esgoto, o que atraiu pessoas para a área que foi densamente habitada. Anos depois, sem haver nenhum índicio da antiga ocupação da área, pessoas habitavam a região sem conhecer o que havia no sub-solo.